# Дискография Монеточки
Дискография российской певицы Монеточки состоит из трёх студийных альбомов, одного интернет-альбома, двух мини-альбомов, восемнадцати синглов и девятнадцати видеоклипов.

## Альбомы

### Интернет-альбомы
- 2016 — «Психоделический клауд-рэп»

### Студийные альбомы
- 2018 — «Раскраски для взрослых»
- 2020 — «Декоративно-прикладное искусство»
- 2024 — «Молитвы. Анекдоты. Тосты»

### Мини-альбомы
- 2017 — «Я Лиза»
- 2017 — Exclusive[1]

## Сольные и совместные синглы

### Сольные синглы
- 2016 — «Гоша Рубчинский»[2]
- 2016 — «Ушла к реалисту»[3]
- 2017 — «Папочка, прости»[4]
- 2017 — «Super KICA 8bit»
- 2017 — «Последняя дискотека»
- 2018 — «Не хочу ничего знать» (OST «Проигранное место»)
- 2018 — «На заре»
- 2019 — «Падать в грязь»
- 2019 — «гори гори гори»
- 2021 — «Шаганэ»
- 2024 — «Остановилось»
- 2024 — «У мамы есть секрет»

### Совместные синглы
- 2016 — Noize MC feat. Монеточка — «Чайлдфри»
- 2016 — СД, Замай feat. Монеточка — «Гоша Рубчинский»
- 2018 — Swanky Tunes, Монеточка, Noize MC — «Люди с автоматами»
- 2018 — «Куртки Кобейна» feat. «Би-2» и Монеточка — «Нити ДНК»
- 2019 — Монеточка и Therr Maitz — «Ёлочка-ёлка»
- 2020 — Noize MC feat. Монеточка — «Живи без остатка»

## Прочее сотрудничество
- 2016 — Замай, Слава КПСС feat. Монеточка, Овсянкин — «Покемоны мои»
- 2018 — «Сатана печёт блины» feat. Монеточка — «Сон студентки»
- 2020 — трибьют-альбом «Карнавала. Нет XX лет» группе «Мумий Тролль» — песня «Кот кота»
- 2020 — Монеточка и Шарлот — «Расскажи, Снегурочка»[5]
- 2020 — Монеточка, Витя Исаев, Иван Ургант — «Chiesi io al frassino» (выпуск «Ciao, 2020!» «Вечернего Урганта»)
- 2021 — Монеточка и Сергей Бурунов — «Белые розы» (OST «Родные»)[6]
- 2021 — «Каста» feat. Монеточка и Вадяра Блюз — «Пароль от почты»
- 2021 — «Каста» feat. Монеточка — «Любой дурак»
- 2021 — трибьют-альбом «200 по встречной» группе «Тату» — песня «Мальчик-гей»
- 2023 — альбом-сборник «После России» — песня «Расстрел»

## Остальные песни, не входящие в альбомы Монеточки
- 2015 — «Для одноклассников»[7]
- 2015 — «Лепестки чеснока»
- 2015 — «Где же ты моя любимая»
- 2016 — «Аниме»[8]
- 2016 — «Лолечки»[9]
- 2016 — «Человек»[10]
- 2016 — «Украинский вопрос»[11]
- 2016 — «Ржаной сухарь»[12]
- 2016 — «Мама, я не зигую»
- 2016 — «Картинки про мемы»[13]
- 2016 — «Я поднимаю свой милкшейк»[14]
- 2016 — «Ашановский маскарпоне „Каждый День“»[15]
- 2016 — «Жизненный цикл лосося»[16]
- 2016 — «Винкс против Монстр Хая»[17]
- 2016 — «До свидания, Сирия»[18]
- 2016 — «Что же делать?»[19]
- 2016 — «Здравствуйте, Анджелина»[20]
- 2016 — «НТВ»[21]
- 2017 — «Прощай, мой Екатеринбург!»
- 2020 — «22 вещи о жизни, которые я узнала за 22 года»[22][23]
- 2021 — «Папка мамку утопил» (OST «Родные»)

## Саундтреки
- 2018: «Проигранное место» — «Не хочу ничего знать»[24]
- 2019: «Громкая связь» (в титрах) — «На заре»[25]
- 2020: «Красотка в ударе» — «Каждый раз»
- 2020: «Патриот» — «Нет монет», «Ночной ларёк»
- 2021: «Родные» — «Украинский вопрос», «Праздник контрнасилия», «Папка мамку утопил», «Белые розы» (совместно с Сергеем Буруновым)
- 2022: «И снова здравствуйте!»

## Видеоклипы
- 2017 — «Ушла к реалистам» (на песню «Ушла к реалисту»)[26]
- 2017 — «Чайлдфри» (Noize MC feat. Монеточка)
- 2017 — «Прощай, мой Екатеринбург!»
- 2017 — «Последняя дискотека»
- 2018 — «Запорожец»
- 2018 — «90»
- 2018 — «Нити ДНК» («Куртки Кобейна» feat. «Би-2» и Монеточка)
- 2019 — «Нимфоманка»
- 2019 — «Падать в грязь»
- 2019 — «Нет монет»
- 2020 — «Живи без остатка» (Noize MC feat. Монеточка)
- 2020 — «Папина любовница»
- 2021 — «Белые розы» (Монеточка и Сергей Бурунов)[6]
- 2021 — «Шаганэ»
- 2022 — «Гори»
- 2023 — «Переживу»
- 2024 — «Остановилось»[27]
- 2024 — «У мамы есть секрет»
- 2024 — «Это было в России»

## В составе группы Voices of Peace
Voices of Peace — супергруппа, основанная в 2022 году и состоящая из Noize MC, Монеточки и Вити Исаева.

### Песни
- 2022 — «Криокамеры»
- 2023 — «Никто не пострадал» (Mr. Freeman и Voices of Peace)

### Видеоклипы
- 2022 — «Криокамеры»
- 2023 — «Никто не пострадал» (Mr. Freeman и Voices of Peace)